# Kaźmierki
Kaźmierki – wieś w Polsce położona w województwie wielkopolskim, w powiecie średzkim, w gminie Krzykosy.
W latach 1975–1998 miejscowość administracyjnie należała do województwa poznańskiego.